# Indent (UNIX)
indentは、ユーザー定義の字下げスタイルおよびコーディングスタイルに基づいてC言語およびC++のコードを整形するUNIXのプログラミングツールである。C++コードのサポートは最小限である。
indentのオリジナル版は、1976年11月にイリノイ大学のデビッド・ウィルコックスによって作成された。1982年10月に4.1BSDに組み込まれた。GNU indentは、1989年にジム・キングドンによって初めて作成された。このコマンドは、Microsoft Windows向けに提供されているGNUのUNIX風一般ユーティリティのWin32移植版「UnxUtils」の一部であり、個別のパッケージとして利用可能である。

## 使用例
```
  
$
 
indent
 
-st
 
-bap
 
-bli0
 
-i4
 
-l79
 
-ncs
 
-npcs
 
-npsl
 
-fca
 
-lc79
 
-fc1
 
-ts4
 
some_file.c

```

このコマンドは、some_file.cをBSD/オールマンのスタイルに類似した形式で字下げし、結果を標準出力に出力する。  

## GNU indent
GNU indentはGNUプロジェクトによるindentのバージョンである。デフォルトの字下げスタイルはGNUスタイルが使用される。  